# Michail Saltykov
Michail Jevgrafovitsj Saltykov-Sjtsjedrin (Russisch: Михаи́л Евгра́фович Салтыко́в-Щедри́н) (Tver, 27 januari 1826 - Sint-Petersburg, 10 mei 1889) was een Russisch romanschrijver en satiricus. 

## Leven
Saltykov werd geboren in een familie van grootgrondbezitters. Hij studeerde aan het Tsarskoje Selo-lyceum te Poesjkin, waar hij Vissarion Belinski leerde kennen en geïnteresseerd raakte in het schrijverschap. Tussen 1850 en 1870 bekleedde hij naast zijn schrijverschap hoge functies in het Russische openbare leven. Na 1870 wijdde hij zich volledig aan het schrijverschap en verbleef hij veelvuldig in het Westen, onder andere in Parijs, waar hij via Toergenjev onder meer Zola en Flaubert leerde kennen, welke schrijvers hem sterk beïnvloedden.

## De familie Golowljow
In zijn omvangrijke oeuvre heeft Saltykov één werk nagelaten dat tot de klassiekers van de Russische literatuur wordt gerekend: De familie Golowljow (1880). Deze satirische sociale roman handelt over het morele, fysieke en geestelijke verval van de familie Golowljow en daarmee de Russische provinciale adel. De familie Golowljow is een markant voorbeeld van het Russisch kritisch realisme. Het corrigeert het beeld van de provincie zoals we dat terugvinden bij bijvoorbeeld Tolstoj en Toergenjev.
De familie Golowljow werd opgenomen in (en is nog steeds verkrijgbaar als onderdeel van) de Russische Bibliotheek van Uitgeverij Van Oorschot, waarmee het boek c.q. de naam van Saltykov in Nederland en België nog steeds een plek heeft behouden.

## Publicaties (in Nederlandse vertaling)
- De geschiedenis van een stad. Vert. door Willem G. Wetsteijn. Amsterdam, Pegasus, 2018. ISBN 9789061434498
- Sprookjes. Vert. door Eva van Santen en Tamara Schermer-Witte. Amsterdam, Pegasus, 2018. ISBN 9789061434481
- De onbaatzuchtige haas. Een sprookje. Vert. door Bram Rebers ; met tek. van Vera Frederiks. Grootebroek, De Idioot, 1985. ISBN 90-94-00012-1
- 'Het jongetje met de broek en het jongetje zonder broek' (verhaal). In: Een Rus ontmoet een Duitser. Vier verhalen. Vertaald en van een nawoord voorzien door Charles B. Timmer. Amsterdam, van Oorschot, 1978. ISBN 90-282-0397-4
- De familie Golowljow. Vert. door Eva van Santen. Amsterdam, van Oorschot, 1972. ISBN 90-282-0442-3 (Latere ed. als De familie Golovljov . Amsterdam, Uitgeverij Rainbow, 2014. ISBN 978-90-417-0994-3.)
- De Golowljow's. Vert. door F. van Woerden-Pop ; met een voorrede van N. van Wijk. Amsterdam, Seyffart, 1927